# Scaeva punctata
Scaeva punctata är en tvåvingeart som beskrevs av Shannon och Aubertin 1933. Scaeva punctata ingår i släktet glasvingeblomflugor, och familjen blomflugor. Inga underarter finns listade i Catalogue of Life.